# Anthony Edgar
Anthony Edgar, född 30 september 1990, är en engelsk fotbollsspelare (mittfältare) som är klubblös. Han har tidigare spelat i bland annat West Ham United. Han är kusin till Sunderland anfallare Jermaine Defoe.